# Carolinian
A Carolinian egy naponta közlekedő Amtrak személyszállító vonat, amely New York és az észak-karolinai Charlotte között közlekedik, főbb megállóhelyei Philadelphia, Baltimore, Washington, Richmond, Raleigh, Cary, Durham és Greensboro. A 704 mérföldes (1133 km) szolgáltatás a leghosszabb államilag támogatott útvonal az Amtrak rendszerében. Az északi irányú vonatok reggeli órákban indulnak Charlotte-ból és kora este érkeznek New Yorkba, míg a déli irányú vonatok a reggeli csúcsforgalom idején indulnak New Yorkból és este érkeznek Charlotte-ba.
A Carolinian 1990. május 12-én kezdte meg működését, és az Amtrak, valamint az Észak-Karolinai Közlekedési Minisztérium (NCDOT) közösen finanszírozza és üzemelteti. A Charlotte és Raleigh közötti további szolgáltatást a Piedmont biztosítja. A két vonatot az NCDOT az NC By Train márkanév alatt forgalmazza.
A vonat az északkeleti folyosón közlekedik New York és Washington, D.C. között. Az útvonal észak-karolinai része a North Carolina Railroadon halad, amely állami tulajdonú vasútvonal, és amelyet a Norfolk Southern bérel.
A legutolsó pénzügyi évben összesen 244 779 (2019) utas utazott a járaton, naponta átlagosan 671 (2019) utasa volt.